# Anza-Borrego
Anza-Borrego – pustynia w USA w stanie Kalifornia, położona na południowy wschód od Los Angeles.
Obszar pustyni Anza-Borrego wynosi ok. 240 tys. hektarów.
Na pustyni, która wchodzi w skład Pustyni Sonora, wydzielono na obszarze ok. 2 428 km² pustynny park stanowy (ang. Anza-Borrego Desert State Park).